# 马龙 (足球运动员)
马龙（1990年2月26日—），出生于青岛，中国足球运动员，司职中场位置，现效力于青岛海牛。

## 职业生涯

### 青年队
- 青年队在山东鲁能泰山的鲁能足校。

### 俱乐部
- 2008年与高迪、郑铮、马兴煜、于帅、张晓宇、邵帅一同进入山东鲁能泰山一队。
- 2010年2月24日，在2010年亚足联冠军联赛首轮比赛中，马龙替补登场首度代表球队出战正式比赛，并助攻韩鹏得分，击败广岛三箭[1]。

### 国家队
- 2006年代表中国国少队参加了新加坡亚青赛，并打入一球。

## 荣誉

### 山东鲁能泰山
- 中国足球超级联赛冠军：2008、2010